# Ptychostomella bergensis
Ptychostomella bergensis is een buikharige uit de familie Thaumastodermatidae. Het dier komt uit het geslacht Ptychostomella. Ptychostomella bergensis werd in 1996 voor het eerst wetenschappelijk beschreven door Clausen. 